# 杉山清貴 オメガトライブ ベスト&ベスト
『杉山清貴 オメガトライブ ベスト&ベスト』（すぎやまきよたか - ）は、日本のAORバンドである、1986オメガトライブ、カルロス・トシキ&オメガトライブ、および、杉山清貴、カルロス・トシキの合同ベスト・アルバムである。規格品番：KB-18。

## 解説
オメガトライブ、3バンドによるベスト・アルバム『OmegaTribe History:Good-bye OmegaTribe 1983-1991』以来、31年ぶりの合同ベスト・アルバム。
本作は、杉山清貴&オメガトライブの楽曲は収録されておらず、1986オメガトライブ、カルロス・トシキ&オメガトライブ、杉山ソロ、カルロス・トシキのソロの楽曲が収録されている。
本作は、家電量販店やホームセンターなどで廉価版CDとして流通した作品である。そのためCD裏ジャケットには、「制作・製造 ワーナーミュージックジャパン 販売 株式会社ケイエスクリエイト」と記述されている。
上記の経緯による発売のためアーティストの選考の経緯については今日に至るまで一切解っていない。
意外にもカルロス・トシキ個人としては、最初で最後のベスト・アルバムである（発売したソロ・アルバムが全てスタジオ・アルバムであるため）。

## ディスクジャケット
ジャケットは椅子に座った杉山清貴の写真と、ソファでくつろいでいるカルロス・トシキ&オメガトライブのメンバーの写真を水面に浮かべているように使っている。

## 収録曲
1. さよならのオーシャン
2. 風のLONELY WAY
3. いつも君を想ってる
4. 僕のシャツを着てなさい
  - 作詞：戸沢暢美／作曲：佐藤健
5. Loving
  - 作詞：大森祥子／作曲：井上大輔
6. 夏服 最後の日
  - 作詞：松井五郎／作曲：杉山清貴
7. 最後のHoly Night version '96
  - 1996年発売の再録ヴァージョン。
8. 君は1000%（●）
9. Super Chance （Live）（●）
  - 『The Graduate Live』収録のライブ・ヴァージョン。
10. DOWN TOWN MYSTERY（■）
11. 夜明けまでBORDERLESS（★）
12. 時はかげろう（■）

楽曲の後尾に印が付いていない無いものは、杉山清貴。
「●」印が付いている楽曲は、1986オメガトライブ。
「■」印が付いている楽曲は、カルロス・トシキ&オメガトライブ。
「★」印が付いている楽曲は、カルロス・トシキ。
M-1,2,8は、バップの音源提供により収録されている。
リンクがある楽曲の詳細はリンクを参照のこと。